# Червякова Ольга Ярославівна
Ольга Ярославівна Червякова (літературний псевдонім — Ольга Славна; нар. 6 лютого 1959, село Григорівка Вознесенського району Миколаївської області) — поет, прозаїк, драматург. Член Національної спілки письменників України з 2016 року.

## Біографія
Закінчила у 1985 році режисерське відділення факультету культурно-освітньої роботи Київського державного інституту культури ім. О. Є. Корнійчука. Працювала  за  фахом у закладах культури  Миколаївської  та  Кіровоградської  обл. (1975—1993). Працювала у фінансовій сфері в Миколаївській  обл. (1993—2013).

## Творчість
Автор  збірки  віршів  та  оповідань  «Послухай  музику  життя» (2004), «Лірика засніженого літа» (2012), поетичної замальовки для дітей «Я малюю просто небо» (2005), оповідок  для малят «Шлях  додому» (2012), казок «Казочки  на  санчатах» (2013), «Пригоди Ярика, або Чарівна   Мушля» (2014), пригодницької повісті «Замовити Боса» (2015) та повістей «Шпигун» (2021), «Казки без маски» (2023).

## Відзнаки
- 2019 року Ольга Славна отримала спеціальну відзнаку: вибір композитора в номінації «Пісенна лірика» за твір «Сліпий музикант» на Міжнародному літературному конкурсі «Коронація слова».[2]
- У 2023 році журі Міжнародної літературно-мистецької премії імені Пантелеймона Куліша зазначило Ольгу Славну серед 20 митців «зі значним внеском у популяризацію рідної культури».[3]

## Основні твори
- Замовити Боса: майже реальна історія для дітей ст. шк. віку / О. Славна. — Миколаїв: Іліон, 2015. — 44 с.
- Зорійчин дивоцвіт: казки: для дітей мол. шк. віку / О. Славна ; худож.: У. Ткаченко, Н. Макаєва. — Миколаїв: Іліон, 2021. — 28 с. : іл.
- Лірика засніженого літа: [збірка: вірші, оповідання] / О. Славна ; передм. Д. Д. Кремінь. — Миколаїв: Видавець Прокопчук Т. Ю., 2012. — 106 с. : іл.
- Послухай музику життя: [збірка поезій] / О. Славна. — Миколаїв: ПП Шамрай, 2004. — 48 с.
- Пригоди Ярика, або Чарівна мушля: [оповідки]: (для дітей серед. та ст. шк. віку) / О. Славна ; худож. В. Грицьких. — Миколаїв: Видавець Прокопчук Т. Ю., 2014. — 44 с. : іл.
- Сказки на салазках: [для детей дошк. и мл. шк. возраста] / О. Славна ; худож. Н. Соболева. — Николаев: Издатель Прокопчук Т. Ю., 2013. — 20 с. : ил.
- Хорали Прибузького краю: поетичні твори / О. Славна. — Миколаїв: Іліон, 2019. — 100 с.
- Шлях додому: казка-оповідка для дітей серед. шк. віку / О. Славна ; худож. Н. Соболєва. — Миколаїв: Видавець Прокопчук Т. Ю., 2012. — 40 с. : іл.
- Я малюю просто небо: [вірші: для дітей дошк. та мол. шк. віку] / О. Славна ; худож. О. П. Афанасьєва. — Миколаїв: Деловая информация, 2005. — 14 с. : іл.